# Musikjahr 1813
Liste der Musikjahre

◄◄ | ◄ | 1809 | 1810 | 1811 | 1812 | Musikjahr 1813 | 1814 | 1815 | 1816 | 1817 | ► | ►►

Weitere Ereignisse
Dieser Artikel behandelt das Musikjahr 1813.

## Ereignisse
- Unter dem Namen Philharmonic Society of London wird die später als Royal Philharmonic Society bekannte Musikgesellschaft in London gegründet. Sie ist nach dem in Leipzig beheimateten Gewandhaus-Konzertverein die zweitälteste Musikgesellschaft dieser Art.

## Instrumental und Vokalmusik (Auswahl)
- Ludwig van Beethoven: Die 7. Sinfonie wird zusammen mit dem sinfonischen Schlachtengemälde Wellingtons Sieg im großen Redoutensaal der Wiener Universität als Benefizkonzert zugunsten der antinapoleonischen Kämpfer unter Beethovens Dirigat uraufgeführt und ist ein außerordentlich großer Erfolg. Im nach Beethovens Anweisungen umfangreich ausgestatteten Orchester sitzen namhafte Musiker wie Bernhard Romberg, Louis Spohr, Johann Nepomuk Hummel, Giacomo Meyerbeer, Antonio Salieri und wahrscheinlich auch Mauro Giuliani. Bei der ersten Aufführung am 8. Dezember und auch bei der zweiten am 12. Dezember verlangt das Publikum im zweiten Satz da capo.
- Johann Baptist Cramer: 5. Klavierkonzert c-Moll op. 48
- Giacomo Meyerbeer: Klarinettenquintett in Es-Dur
- Ferdinand Ries: The Dream Es-Dur op. 49 (Klaviermusik)
- Andreas Romberg: Drei Sonaten für die Violine allein Es-Dur, B-Dur, g-Moll op. 32
- Franz Schubert: 1. Sinfonie D-Dur D 82
- Louis Spohr: Nonett F-Dur für Violine, Viola, Violoncello, Kontrabass, Flöte, Oboe, Klarinette, Fagott und Horn, op. 31
- Carl Maria von Weber: Andante e rondo ongarese c-moll op. 35, Fassung für Fagott und Orchester
- Peter von Winter: Konzert Nr. 2 für Flöte und Orchester d-moll

## Musiktheater

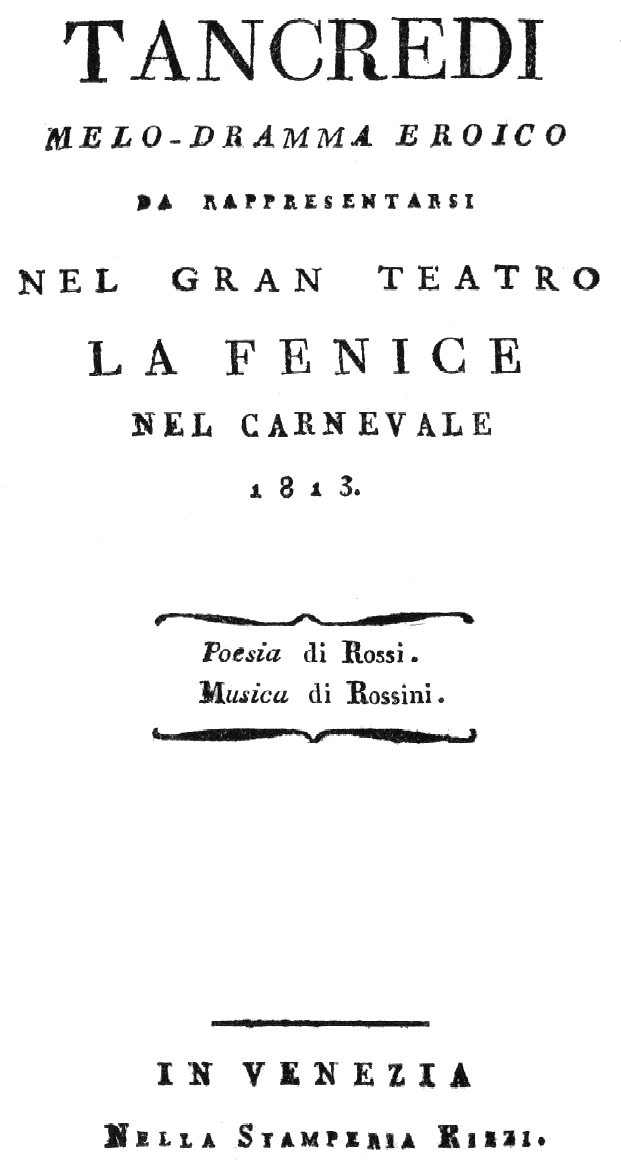
Gioachino Rossini – Tancredi – Titelseite des Librettos, Venedig 1813

- 09. Januar: Uraufführung der Oper in einem Akt Arrighetto von Carlo Coccia (Musik) mit einem Libretto von Angelo Anelli nach der Novelle Madama Beritola aus Giovanni Boccaccios Decamerone im Teatro San Moisè in Venedig
- 27. Januar: Uraufführung der Oper Il signor Bruschino von Gioachino Rossini in Venedig
- 06. Februar: Die Opera seria Tancredi von Gioachino Rossini auf das Libretto von Gaetano Rossi nach der Tragödie Tancrède von Voltaire hat ihre Uraufführung am Teatro La Fenice in Venedig. Sowohl die Premiere als auch die zweite Aufführung müssen wegen Indisposition der Sängerinnen abgebrochen werden. Die erste vollständige Aufführung erfolgt am 12. Februar und hat keinen herausragenden Erfolg. Daraufhin wird in Ferrara eine zweite Fassung aufgeführt, die beim Publikum größeren Erfolg hat. Eine dritte Fassung wird erstmals am 18. Dezember am Teatro Re in Mailand aufgeführt und verbreitet sich von hier rasch in Italien. Mit dem Werk feiert der 20-Jährige seinen ersten großen Erfolg als Opernkomponist.
- 21. Februar: Uraufführung der Oper La rosa bianca e la rosa rossa von Johann Simon Mayr in Genua
- 25. März: Uraufführung der Oper Die Insulanerinnen von Conradin Kreutzer nach dem Stück L’isola disabitata von Pietro Metastasio in Stuttgart.
- 06. April: Uraufführung der Oper Les Abencérages, ou L’Étendard de Grenade (Das maurische Fürstengeschlecht der A. oder Die Standarte von Granada) von Luigi Cherubini an der Grand Opéra Paris.
- 22. Mai: Die Uraufführung von Gioachino Rossinis erster großer Opera buffa L’italiana in Algeri (Die Italienerin in Algier) mit einem Libretto von Angelo Anelli erfolgt am Teatro San Benedetto in Venedig und wird mit „ohrenbetäubenden, anhaltenden allgemeinen Applaus“ aufgenommen.
- 29. Juni: Uraufführung der komischen Oper Le nouveau Seigneur de village von François-Adrien Boieldieu in der Opéra-Comique in Paris.
- 10. Juli: Uraufführung der Operette Der blinde Gärtner oder Die blühende Aloë von Peter Joseph von Lindpaintner in München.
- 04. August: Uraufführung der Oper Sharp and Flat op. 140 von James Hook.
- 28. November: Uraufführung der Oper Medea in Corinto von Johann Simon Mayr in Neapel
- 26. Dezember: Die Uraufführung der Oper Aureliano in Palmira von Gioacchino Rossini am Teatro alla Scala di Milano in Mailand ist vor allem wegen mangelhafter Sängerleistung kein großer Erfolg.

Weitere Uraufführungen
- Giacomo Meyerbeer: Wirth und Gast, oder Aus Scherz Ernst (Oper) uraufgeführt in Stuttgart (Später ist das Werk unter dem Titel Die beiden Kalifen bekannt).
- Étienne-Nicolas Méhul: Le Prince troubadour ou le Grand Trompeur de dames (komische Oper in einem Akt)
- Giovanni Pacini: Annetta e Lucindo (Oper) erste Oper des Komponisten
- Joseph Weigl: Der Bergsturz (Oper in drei Akten)

## Geboren

### Geburtsdatum gesichert

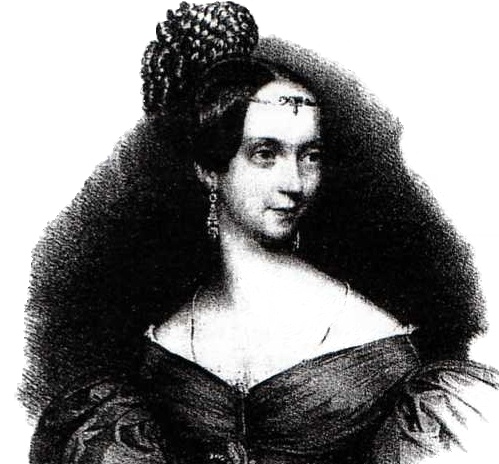
Delphine von Schauroth; * 13. März

- 14. Februar: Alexander Sergejewitsch Dargomyschski, russischer Komponist († 1869)
- 16. Februar: Semen Hulak-Artemowskyj, ukrainischer Opernsänger und Komponist († 1873)
- 13. März: Ferdinand Prantner, österreichischer Beamter, Schriftsteller und Zitherspieler († 1871)
- 13. März: Delphine von Schauroth, deutsche Pianistin und Komponistin († 1887)
- 18. März: Alexis Jacob Azevedo, französischer Musikkritiker und Musikschriftsteller († 1875)
- 15. Mai: Stephen Heller, ungarischer Pianist und Komponist († 1888)
- 22. Mai: Richard Wagner, deutscher Komponist († 1883)
- 06. Juni: Hermann Riedel, deutscher evangelischer Kantor, Organist und Komponist († 1892)
- 10. Juni: Henriette Rettich, böhmisch-deutsche Koloratursopranistin († 1854)
- 28. Juli: Alberto Mazzucato, italienischer Komponist und Musikpädagoge († 1877)
- 10. August: William Henry Fry, US-amerikanischer Komponist und Musikkritiker († 1864)
- 12. August: Bartlmä Hörbiger, österreichischer Orgelbauer († 1860)
- 05. Oktober: Ernst Haberbier, Komponist und kaiserlich-russischer Hofpianist († 1869)
- 08. Oktober: Carl Amand Mangold, Komponist († 1889)
- 15. Oktober: Friedrich Christian Homilius, russlanddeutscher Hornist und Professor († 1902)
- 15. Oktober: Jean-Baptiste Stoltz, französischer Orgelbauer († 1874)
- 16. Oktober: Julie von Webenau, deutsche Pianistin und Komponistin († 1887)
- 25. Oktober: Henry Smart, englischer Organist und Komponist († 1879)
- 00. Oktober: Giuseppe Verdi, italienischer Komponist († 1901)
- 30. November: Charles Valentin Alkan, französischer Musiker und Komponist († 1888)
- 10. Dezember: Errico Petrella, italienischer Opernkomponist († 1877)
- 23. Dezember: Teresa Brambilla, italienische Opernsängerin († 1895)

### Genaues Geburtsdatum unbekannt
- Felipe Larios, mexikanischer Musiker, Musikpädagoge, Dirigent und Komponist († 1886)

## Gestorben

### Todesdatum gesichert
- 19. Januar: Friedrich Pischelberger, Kontrabassist (* 1740)
- 14. März: Christian Ehregott Weinlig, deutscher Komponist und Kreuzkantor (* 1743)
- 14. April: Joachim Nicolas Eggert, schwedischer Komponist und Dirigent (* 1779)
- 13. Juli: Johann Friedrich Peter, US-amerikanischer Komponist (* 1746)

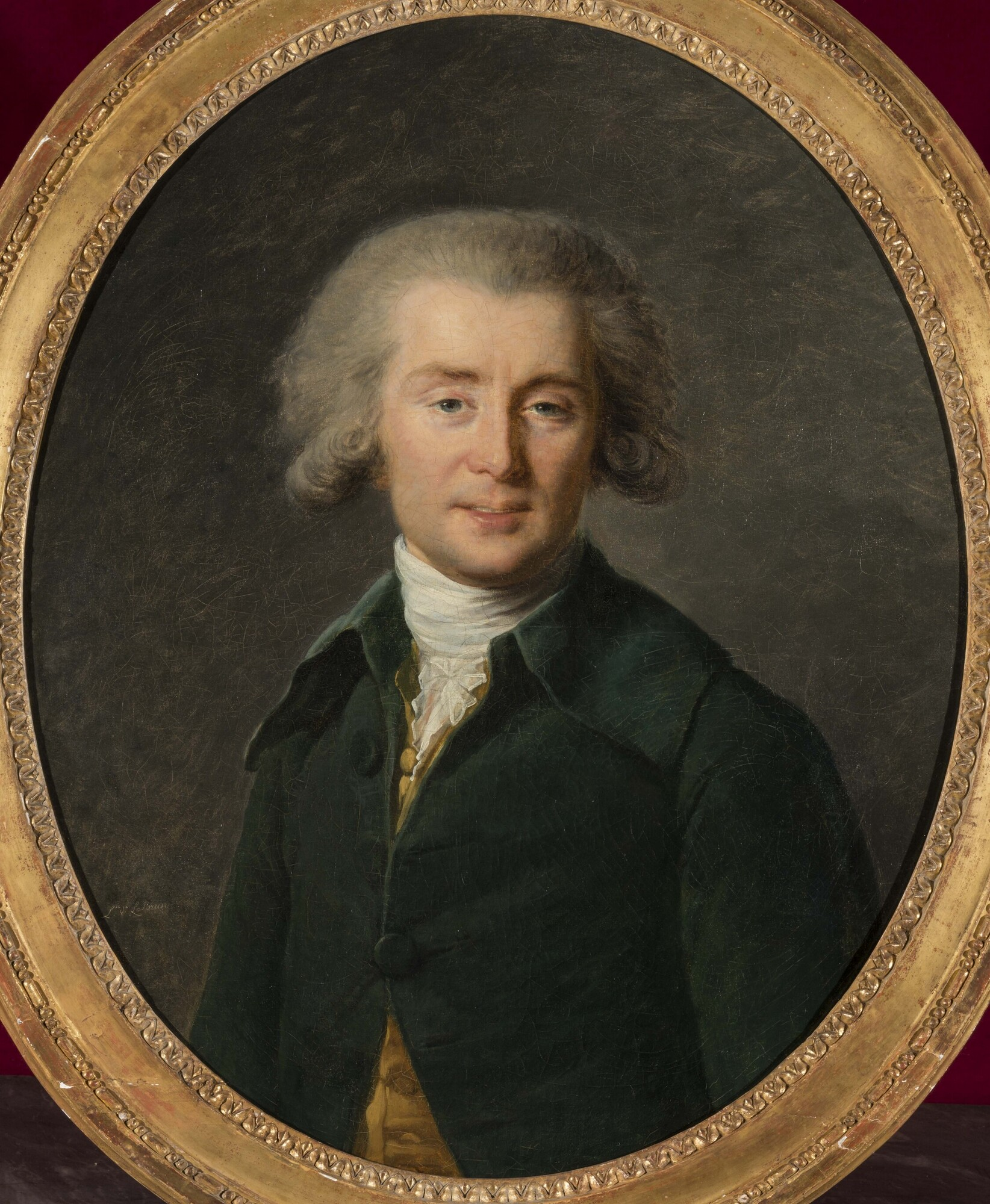
André Ernest Modeste Grétry; † 24. September

- 01. August: Carl Stenborg, schwedischer Komponist (* 1752)
- 20. August: Johann Baptist Vanhal, böhmischer Komponist (* 1739)
- 26. August: Daniel Gottlob Türk, deutscher Organist und Musiktheoretiker (* 1750)
- 24. September: André-Ernest-Modeste Grétry, französischer Komponist (* 1741)
- 24. Oktober: Gottlob August Krille, deutscher Komponist und Kreuzkantor (* 1779)
- 07. November: Johann Georg Lämmerhirt, deutscher Komponist und Hofbeamter (* 1763)
- 22. November: Johann Gottfried Vierling, deutscher Organist und Komponist (* 1750)
- 30. November: Friedrich August Baumbach, deutscher Komponist und Freimaurer (* 1753)
- 03. Dezember: Carl Martin Franz Gebhardt, deutscher evangelisch-lutherischer Pfarrer, Hochschullehrer, Herausgeber und Verfasser geistlicher Lieder (* 1750)
- 12. Dezember: Heinrich Grenser, deutscher Holzblasinstrumentenmacher (* 1764)